# Thomas Linder
Thomas Otto Reimund Linder (Erlangen, Njemačka, 15. rujna 1961. – Mostar, BiH, 20. svibnja 1992.), odlikovani inozemni dragovoljac Domovinskog rata u hrvatskim postrojbama, jedan od najpoznatijih

## Životopis
Rodio se je 15. rujna 1961. godine u Erlangenu u Njemačkoj. Prije velikosrpske agresije na Hrvatsku bio je instruktor padobranske jedinice Legije stranaca te pripadnik elitnih posebnih antiterorističkih postrojba njemačke policije GSG 9 
U Domovinskom ratu je od početka kao dragovoljac. Kao dragovoljac Domovinskog rata i školovani časnik, službeno od 1. veljače 1992. godine samo 1 dan u Hrvatskoj je i aktivnom sastavu Specijalne postrojbe MORH Bojna Zrinski,  u kojoj je bio instruktor. Prošao više bojišta u obrani Hrvatske i BiH od velikosrpske agresije. Stečeno znanje koristio je da na najteže zadaće pripremio svoje suborce iz Specijalnih postrojbi Glavnog stožera Zrinski i Frankopan. unutar Specijalnih postrojbi GS HV-a vodio svoju grupu od 12 komandosa odabranih iz bojne Zrinski i bojne Frankopan i nekoliko gardista koji su s njim bili još u vrijeme obrane Pakraca u jesen 1991. godine. Hrvatski pjesnik, putopisac, prevoditelj, nakladnik i hrvatski branitelj Tomica Bajsić, kazao je za Lindera da je bio jedan od najsposobnijih stručnjaka u Domovinskom ratu. Kad je Mostar bio u opsadi JNA, Bajsić je bio u postrojbi Thomasa Lindera, koja je probila opsadu i uništila dosta tenkova i topova JNA koji su gađali po Mostaru.
Poginuo je dana 20. svibnja 1992. godine dok je izvlačio svoje suborce na Južnom bojištu, u Mostaru, izvršavajući borbenu zadaću. Izvršili su dvije ofenzivne akcije u kojima su uništavali tenkove, a u treću je ušao da bi izvukao ranjene i mrtve iz prethodnih borba. 
Linderova pogibija bila je jedna od najbolnijih gubitaka njegovih suboraca. O tome je pisao francuski dragovoljac Domovinskog rata u hrvatskim postrojbama i ratni izvjestitelj Gaston Besson u svojoj knjizi Život na meti. U knjizi je posvetio posljednje poglavlje Linderu naslovljeno Imao sam prijatelja. Linder je pokopan u Njemačkoj. 

## Odlikovanja
Za zasluge u obrani Hrvatske posmrtno je dobio čin satnika HV, odlikovan je Redom Nikole Šubića Zrinskog.
20. svibnja 1997. hrvatski branitelji su na mjestu njegove pogibije u Mostaru postavili spomen-ploču.
Po Linderu se zove dragovoljna, nevladina i izvanstranačka udruga hrvatskih dragovoljaca Domovinskog rata bivših pripadnike Jedinice za posebne namjene MUP-a RH i ostalih postrojbi hrvatskih obrambenih snaga.

## Vanjske poveznice
- Mjesto pogibije Thomasa O.R. Lindera 18 godina poslije, Obilježavanje 18-te godišnjice pogibije, stranice UHD Thomas Linder na Facebooku, 23. svibnja 2010.